# ماثيو وارد
ام. وارد (ماثيو ستيفن وارد، بالإنكليزية: M. Ward) هو مطرب و عازف الجيتار أمريكي.

## الحفلات
- Duet for Guitars No. 2
- End of Amnesia
- Live Music & The Voice of Strangers
- Transfiguration of Vincent
- Transistor Radio
- Post-War
- Hold Time
- A Wasteland Companion

## روابط خارجية
- ماثيو وارد على موقع IMDb (الإنجليزية)
- ماثيو وارد على موقع ميوزك برينز (الإنجليزية)
- ماثيو وارد على موقع رولينغ ستون (الإنجليزية)
- ماثيو وارد على موقع قاعدة بيانات برودواي على الإنترنت (الإنجليزية)
- ماثيو وارد على موقع أول ميوزيك (الإنجليزية)
- ماثيو وارد على موقع ديسكوغز (الإنجليزية)
- ماثيو وارد على موقع قاعدة بيانات الفيلم (الإنجليزية)